# Monze
Monze – miejscowość i gmina we Francji, w regionie Oksytania, w departamencie Aude.
Według danych na rok 1990 gminę zamieszkiwało 166 osób, a gęstość zaludnienia wynosiła 12 osób/km² (wśród 1545 gmin Langwedocji-Roussillon Monze plasuje się na 741. miejscu pod względem liczby ludności, natomiast pod względem powierzchni na miejscu 575.).

## Zabytki
Zabytki w miejscowości posiadające status Monument historique:
- wieża Carbonac (Tour Carbonac)